# Tomás Bellas
Tomás Bellas García (nacido el 24 de junio de 1987 en Madrid, Comunidad de Madrid) es un exjugador de baloncesto español, su último club fue el Baloncesto Fuenlabrada de la Liga LEB Oro. Mide 1,85 y ocupababa la posición de base. En julio de 2025 se incorporó al cuerpo técnico del UCAM Murcia.

## Biografía
El jugador pasó toda su etapa de formación en las filas del Real Madrid, que le fichó cuando aún era un niño y jugaba en las categorías inferiores del CB Las Rozas. En la temporada 2007-08, tuvo una actuación muy destacada en las filas del Real Madrid de LEB Bronce, acabando con unos promedios de 8,9 puntos y 2,6 asistencias, pese a que a principios de temporada partía como teórico tercer base. Estos números, unidos a su gran actuación en el circuito sub-20 en la que el Real Madrid acabó proclamándose campeón le sirvieron para que el Cáceres 2016 de LEB Oro le fichara en el verano del 2008 para acompañar en el puesto de base a Rod Brown.
Tras un año en el que tuvo unas medias de 5 puntos, 1,1 rebotes y 1,3 asistencias en 14,3 minutos de juego en su primera temporada en con el conjunto extremeño, en el verano de 2009 se desvinculó del mismo, acogiéndose al decreto 1006, rechazando el año que le quedaba de contrato e inmediatamente firmó un contrato con el Gran Canaria 2014 que le vinculaba al equipo insular por dos temporadas. Esta circunstancia ocasionó que el club extremeño le llevase ante los tribunales al entender que su marcha había dañado gravemente al club. En enero de 2010 un juez le condenó a pagar 9.400 euros para resarcir al conjunto cacereño.
En 2011 Bellas renovó su contrato con el Gran Canaria 2014, por dos años más.
En abril de 2013 realiza su mejor partido en ACB, logrando 31 puntos, con 6 de 8 triples, 3 de 5 en tiros de dos, y 7 de 7 en tiros libre, 5 asistencias y 38 de valoración, lo que le vale para ser designado el mejor jugador de la jornada.
Tras 6 temporadas en el CB Gran Canaria, las últimas de ellas como capitán del conjunto amarillo, en 2015 decidió iniciar una nueva etapa firmando por el CAI Zaragoza de la Liga ACB. Precisamente en el verano de ese año disputó la Liga de Verano de Las Vegas de la NBA tras recibir una invitación para defender los intereses de los Atlanta Hawks.
Después de 3 temporadas en el Basket Zaragoza 2002, para la temporada 2018-19 ficha por el Baloncesto Fuenlabrada, cumpliendo en dicha temporada los 10 años en ACB desde que debutara en el CB Gran Canaria.
El 27 de octubre de 2020, rescinde su contrato con Baloncesto Fuenlabrada tras jugar en el conjunto madrileño durante dos temporadas, tiempo en el que disputó un total de 68 partidos oficiales con el equipo: 55 de Liga Endesa, uno de Supercopa y 12 de la Basketball Champions League.
El 28 de octubre de 2020, se hace oficial su compromiso con UCAM Murcia CB de la Liga Endesa hasta el final de la temporada. Tras tres temporadas en el club murciano se desvincula del club en julio de 2023.
Después de 14 temporadas jugando de forma consecutiva en la Liga ACB, en julio de 2023, firma por el Baloncesto Fuenlabrada de la Liga LEB Oro.